# Motor Sich MS-500V
Motor Sich MS-500V là loại là loại động cơ máy bay tuốc bin trục phát triển bởi công ty Motor Sich tại Ukraina. Loại động cơ này có công suất cất cánh hơn 6 tấn và đã kết thúc thử nghiệm trong quý đầu năm 2011. Nó được dự tính sẽ sử dụng trong cả mục đích dân sự lẫn quân sự. Loại động cơ này sẽ thay thế động cơ Pratt & Whitney Canada PW207K đang được sử dụng trong các trực thăng huấn luyện Kazan Ansat cũng như sẽ được trang bị cho các trực thăng chiến đấu Mi-54.